# Щ-116
«Щ-116» — советская дизель-электрическая торпедная подводная лодка времён Второй мировой войны, принадлежит к серии V-бис проекта Щ — «Щука». При постройке лодка получила имя «Осётр».

## История корабля
Лодка была заложена 12 мая 1933 года на заводе № 194 «им. А. Марти» в Ленинграде, в 1934 году была доставлена в разобранном виде на завод № 202 «Дальзавод» во Владивостоке для сборки и достройки, в том же году спущена на воду. 11 января 1935 года вступила в строй, 4 марта вошла в состав 4-го дивизиона подводных лодок 2-й морской бригады Морских Сил Дальнего Востока.

### Служба
- В годы Второй мировой войны участия в боевых действиях не принимала.
- 10 июня 1949 года переименована в «С-116».
- 11 сентября 1954 года исключена из состава флота.
- 31 декабря 1954 года расформирована.

## Командиры
- 1934: С. Б. Верховский.
- август 1934 — январь 1935 года: Цирульников, Наум Израилевич.
- апрель—октябрь 1935: Р. Р. Гуз.
- январь—июль 1938: Хияйнен, Лев Петрович.[1].
- июль 1938 — декабрь 1939: Алексеев, Борис Андреевич.
- 9 августа 1945 — 3 сентября 1945: Петелин, Александр Иванович.